# عنصر أرضي نادر

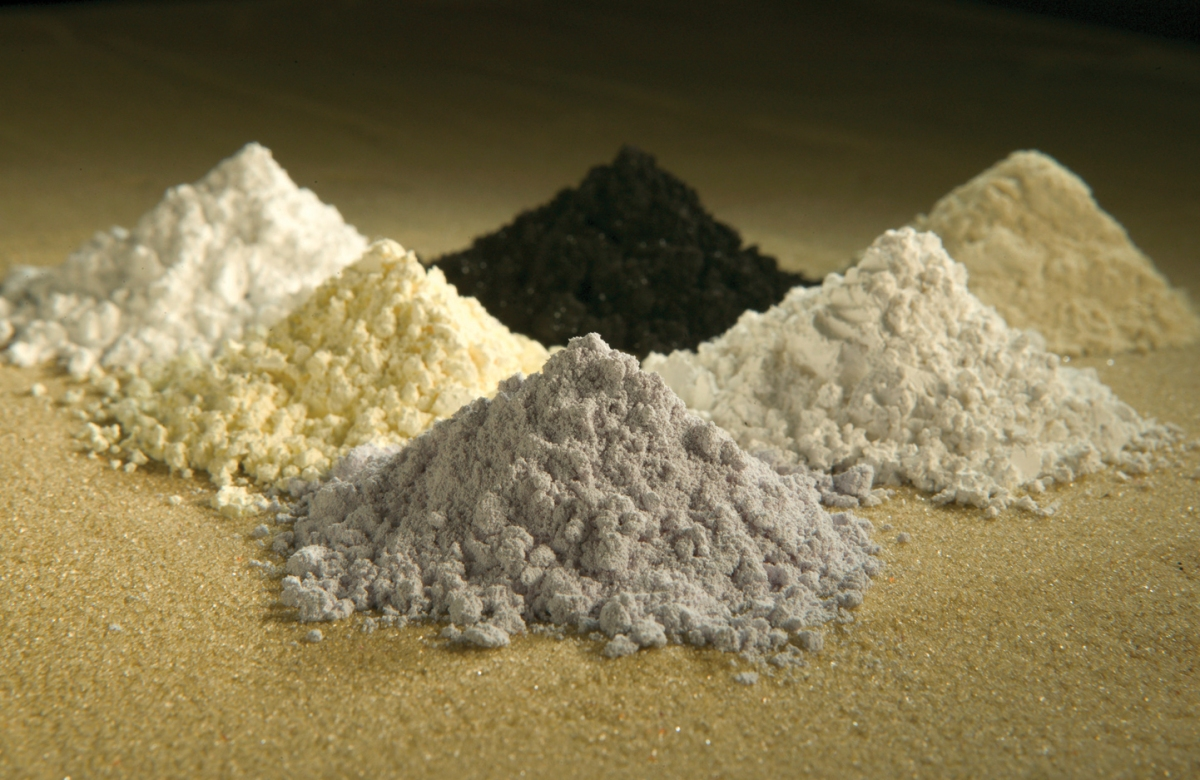
أكاسيد ست عناصر أرضية نادرة، هي باتجاه حركة عقارب الساعة بدءا من أعلى المنتصف براسيوديميوم، سيريوم، لانثانوم، نيوديميوم، ساماريوم، وغادولينيوم.

العناصر الأرضية النادرة بحسب تعريف الاتحاد الدولي للكيمياء البحتة والتطبيقية هي مجموعة من سبعة عشر عنصر كيميائي في الجدول الدوري، وتحديدا السكانديوم، الإتريوم، واللانثانيدات. يعتبر السكاندوم والإتريوم على أنها عناصر أرضية نادرة بسبب ظهورها في الفلزات مع اللانثانيدات وبسبب خواصها الكيميائية المشابهة لها. أطلق اسم «نادرة» على هذه العناصر بسبب قلة الأماكن التي كانت تستخرج منها سابقا، إلا أنه مؤخرا وباستثناء البروميثيوم غير المستقر فإنه يعثر على تركيز عالٍ نسبيا من هذه العناصر في القشرة الأرضية، مع كون السيريوم هو العنصر ذو الترتيب 25 من العناصر الأكثر وفرة في القشرة الأرضية بتركيز 68 جزء من المليون.

## الاستخدامات التقنية
تحتل العناصر الأرضية النادرة دورا متزايد الأهمية في التقنيات الحديثة على مدار السنوات الماضية. حيث أنها تستخدم في تصنيع النواقل الفائقة، كما تدخل في صناعة مكونات سيارات الهايبرد الكهربائية (البطاريات والمغانط)، كما أنها مستخدمة في الإلكترونيات الضوئية وأشهرها ليزر Nd:YAG.

## الاكتشاف والتاريخ
وأصبحت العناصر الأرضية النادرة معروفة للعالم مع اكتشاف المعادن السوداء «يوتربايت» (التي أعيدت تسميتها لجادولينايت في 1800) بواسطة أكسيل اللفتنانت أرهينيس كارل في عام 1787، في محجر في قرية يوتربى بالسويد.
توصل جوهان جادولين، بالأكاديمية الملكية بتوركو، في تحليله إلى إنتاج أكسيد غير معروف الذي سماه يوتربايت.. في عام 1803 حصلوا على أكسيد أبيض اسموه سيريا. اكتشف مارتن كلابروث هاينريش نفس الأكسيد وسماه اوكورويا
وبالتالي في عام 1803 كان هناك عدد اثنين من العناصر الأرضية النادرة المعروفة، الإيتريوم والسيريوم، على الرغم من أن الأمر استغرق من الباحثين 30 سنة أخرى لتحديد ما إذا كان خام، الإيتريوم والسيريوم، يحتوي على عناصر أخرى (التشابه في الخصائص الكيميائية بين المعادن النادرة، أدى إلى صعوبه فصلها)
في عام 1839 قام كارل غوستاف موساندر بفصل السيريا عن طريق تسخين نترات وحل المنتج في حامض النتريك.,وسمى الاكسيد الناتج اللانثيوم. استغرق الأمر منه ثلاث سنوات للفصل بين اللانثيوم إلى مزيد من ديديميا واللانثيوم النقى وبالرغم من أنه لم يقم بفصل الديديميا إلا أنه يتكون من مجموعة من الأكاسيد.
في عام 1842 فصل موساندر أيضا اليوتريا إلى ثلاثة أكاسيد:يوتيريا نقي، وتربيا وإربيا (يتم حتى عام 1842 وصل عدد العناصر الأرضية النادرة إلى ستة عناصر: الإيتريوم والسيريوم واللانثانم، مادة الديديميوم، الإربيوم والتيربيوم.
حاول نيلز يوهان برلين ومارك ديلوفنتان أيضاً الفصل بين خام اليوتريا وعثروا على المواد نفسها التي حصل عليها موساندر

## التصنيف الحديث
قد تم فصل الأتربة النادرة بطرق الترسيب أو التبلور. وفي تلك الأيام، انقسمت نتائج الفصل إلى مجموعتين رئيسيتين،
مجموعة السيريوم (سكانديوم، اللانثانم، السيريوم، البراسيوديميوم، النيوديميوم، والسماريوم)

ومجموعة الإيتريوم (الإيتريوم، الديسبروسيوم، الهولميوم، الإربيوم، الثوليوم، الإيتربيوم، واللوتيتيوم)
واعتبر كلا من اليوروبيوم الجادولينيوم، والتيربيوم مجموعة ناتجة عن فصل العناصر الأرضية النادرة وتم تسميتها ب مجموعة التيربيوم

أو تم تضمين اليوروبيوم في مجموعة السيريوم، وتم وضع الجادولينيوم والتيربيوم في مجموعة الإيتريوم.

وسبب هذا التقسيم جاء من الفرق في ذوبانها في الكبريتات الأرضية النادرة مع الصوديوم والبوتاسيوم.
فمجموعة السيريوم قابلة للذوبان بصعوبة في هذه الكبريتات، أما مجموعة التيربيوم تذوب بنسبة أعلى من سابقتها، بينما التابعة لمجموعة الإيتريوم قابلة للذوبان للغاية.

## الأصل
العناصر الأرضية النادرة أثقل من الحديد، وبالتالي يتم إنتاجها بواسطة الاصطناع النووي داخل سوبرنوفا.

في الطبيعة، ينتج الانشطار النووي لاليورانيوم 238 كميات ضئيلة من عنصر البروميثيوم، ولكن معظم البروميثيوم ينتج صناعيا في المفاعلات النووية. تتغيير العناصر الأرضية النادرة عبر الزمن بكميات صغيرة (جزء في المليون)، بحيث يمكن استخدام نسبتهم في التاريخ الجيولوجي وتأريخ الحفريات.